# Sphyraena barracuda
Sphyraena barracuda är en rovfisk som tillhör familjen barracudafiskar och är en typ av strålfeniga fiskar. Arten blir oftast över 1 meter lång. 

## Utseende
En fullt utvecklad individ är oftast 60–100 cm lång och väger 2,5–9 kg. Ovanligt stora exemplar kan bli över 1,5 meter långa och väga över 23 kg. Det största exemplaret som fångats vägde 46,72 kg och var 1,7 meter lång. Det största exemplaret som upptäckts var uppmätt till 2 meters längd och vägde 50 kg. Sphyraena barracuda är en avlång fisk med kraftiga käkar och har tänder, liknande huggtänder, som är olikstora. Huvudet är tämligen stort och spetsigt, snarlikt gäddans. Den har två ryggfenor som är vitt åtskilda från varandra.
Vanligtvis är artens färg mörkgrön eller blåaktig. Fenorna kan vara gulaktiga eller mörka.

## Ekologi
Sphyraena barracuda lever främst på öppet hav. De är glupska rovdjur som jagar genom att ligga och vänta eller genom bakhåll. Deras anfallsmetod är att "överraska" sina byten. De kan komma upp till en hastighet av 43 km/h men endast kortare sträckor. Barracudor är mer eller mindre ensamvargar i sina habitat. Unga och halvvuxna fiskar simmar i stim. De äter mer eller mindre alla slags fiskar. Stora barracudor kan samla en hel stim av bytesfiskar i grunt vatten och vaktar över dessa tills de är redo för nästa jakt.